# I venti del cuore
I venti del cuore è il singolo di Fiorella Mannoia tratto dall'album I treni a vapore del 1992. 
Scritto da Massimo Bubola per le parole e da Piero Fabrizi per le musiche, viene pubblicato nel 1992 con etichetta discografica Epic Records.

## Tracce
1. I venti del cuore – 5:27 (testo: Massimo Bubola – musica: Piero Fabrizi)